# Futbolo klubas Utenos Utenis
Il Futbolo klubas Utenos Utenis, meglio noto come Utenis Utena, è una società calcistica lituana con sede nella città di Utena. Milita nella 1 Lyga, la seconda divisione del campionato lituano di calcio. La squadra gioca le partite casalinghe al Visagino centrinis stadionas.

## Storia
Il club venne fondato nel 1933 con il nome Utenis Utena. Nel 1946 è stata adottata la denominazione Žalgiris Utena, dal 1955 la squadra è stata nota come Spartakas Utena, dal 1957 come Nemunas Utena, dal 1961 come Vairas Utena e dal 1965 nuovamente come Utenis Utena. Dopo una presenza nel 1974, dal 1979 al 1987 ha partecipato per sette volte alla Aukščiausioji lyga, la massima serie del campionato regionale lituano.
Nel 2014 venne iscritto al campionato di 1 Lyga, seconda serie nazionale, concludendo la stagione al terzo posto nel girone promozione, venendo poi ammesso in A Lyga a completamento organici. Concluse la stagione 2015 al sesto posto, mentre nel 2016 concluse al settimo posto, venendo ammesso allo spareggio promozione/retrocessione contro il Palanga: dopo aver vinto in trasferta per 3-2, perse la gara di ritorno in casa per 0-1, mantenendo la categoria per la regola dei gol in trasferta. Al termine della stagione 2017, conclusa al sesto posto, il club annunciò che, a causa di problemi economici, nella stagione successiva avrebbe disputato il campionato di 1 Lyga, seconda serie nazionale, non applicando per la licenza di A Lyga.

## Organico

### Rosa 2016
| N. |                     | Ruolo | Calciatore           |
| -- | ------------------- | ----- | -------------------- |
| 1  | Lituania (bandiera) | P     | Lukas Paukštė        |
| 2  | Lituania (bandiera) | C     | Aurimas Tručinskas   |
| 3  | Lituania (bandiera) | D     | Robertas Freidgeimas |
| 5  | Lituania (bandiera) | D     | Lukas Valvonis       |
| 6  | Lituania (bandiera) | C     | Valentin Jeriomenko  |
| 7  | Lituania (bandiera) | C     | Jevgenij Moroz       |
| 9  | Ucraina (bandiera)  | C     | Ihor Poruchynskyy    |
| 10 | Ucraina (bandiera)  | A     | Yuriy Vereshchak     |
| 12 | Lituania (bandiera) | P     | Pavelas Leusas       |
| 13 | Lituania (bandiera) | D     | Gabrielius Zagurskas |
| 15 | Ucraina (bandiera)  | D     | Vitaliy Polyanskyi   |

| N. |                     | Ruolo | Calciatore         |
| -- | ------------------- | ----- | ------------------ |
| 18 | Lituania (bandiera) | P     | Lukas Žukauskas    |
| 19 | Lituania (bandiera) | C     | Daniel Romanovskij |
| 21 | Lituania (bandiera) | C     | Arminas Vaskela    |
| 23 | Lituania (bandiera) | C     | Tomas Dombrauskis  |
| 28 | Giappone (bandiera) | C     | Takuya Matsunaga   |
| 29 | Lituania (bandiera) | C     | Aleksandr Levšin   |
| 30 | Lituania (bandiera) | C     | Kiril Levšin       |
| 31 | Lituania (bandiera) | P     | Marius Paukštė     |
| 34 | Lituania (bandiera) | D     | Mindaugas Ubeika   |
| 36 | Lituania (bandiera) | C     | Šarūnas Archipovas |